# Tiempo cognitivo lento
El término tiempo cognitivo lento (TCL) (también tempo cognitivo lento, sluggish cognitive tempo y más recientemente, como Síndrome de desconexión cognitiva) se utiliza de manera descriptiva para identificar mejor lo que parece ser un grupo homogéneo dentro de la clasificación que del TDAH con predominio de falta de atención (TDAH-I o TDAH-PI) hace la cuarta edición del Manual diagnóstico y estadístico de los trastornos mentales. Se ha calculado que la población con TCL conforma, quizá, el 30-50 por ciento de la población con TDAH-PI.
En muchos sentidos, quienes presentan un perfil con TCL tienen síntomas opuestos a los que presentan un perfil clásico de TDAH: en vez de ser hiperactivos, extrovertidos, entrometidos y arriesgados, quienes presentan TCL son personas pasivas, soñadoras, tímidas e hipoactivas tanto en lo físico como en lo mental. Tampoco muestran los mismos factores de riesgo ni los mismos resultados. Su comportamiento es indolente, como si se encontraran «en una niebla», y procesan la información más lentamente, aspecto que se evidencia en las actividades académicas, más que en las relaciones sociales. Una característica conductual fundamental de quienes presentan síntomas de TCL es que es más probable que les haga falta motivación. Carecen de energía para afrontar las tareas mundanas y, por consiguiente, buscarán situaciones que los estimulen mentalmente, debido a su estado de baja estimulación. Los que presentan síntomas de TCL muestran también un tipo de déficit de atención cualitativamente diferente que aparece con más frecuencia en los problemas de conducta relacionados con la información de entrada y de salida, como, por ejemplo, en la recuperación de los recuerdos y en la memoria de trabajo activa. Por el contrario, quienes presentan los otros dos subtipos de TDAH suelen ser excesivamente energéticos y no muestran dificultades para procesar la información.

## Diagnóstico
Dado que los síntomas del TCL no los reconoce ningún manual médico estándar, aquellas personas que presentan síntomas significativos de TCL probablemente serán diagnosticados como TDAH-PI. El TDAH, que es el único trastorno de atención definido por el DSM-5 o por el ICD-10, se subdivide en tres tipos: un trastorno en el que predomina la falta de atención, un trastorno en el que predomina la hiperactividad-impulsividad y un trastorno combinado. El diagnóstico formal lo hace un profesional calificado, e incluye la demostración de seis o más síntomas de falta de atención, de hiperactividad-impulsividad o de ambos, para los tres tipos del trastorno, respectivamente. Los síntomas también deben considerarse inadecuados y deben interferir con el funcionamiento social, académico o laboral de la persona, además de que deben cumplir con otros requisitos diagnósticos.

## Cambio de terminología
En 2021, varios científicos, entre los que se encontraba el Dr. Russell A. Barkley, famoso por sus aportes en el estudio del TDAH, se reunieron virtualmente con el objetivo de evaluar el estado de conocimiento hasta la fecha sobre el TCL y acordar una nueva terminología para definirlo. 
Debido a que el anterior término (sluggish cognitive tempo) no reflejaba correctamente la ciencia detrás del trastorno, además de ser considerado un término ofensivo, se eligió como nuevo término cognitive disengagement syndrome, siendo su traducción al español síndrome de desconexión cognitiva.

## Vídeos
- "Nuevas perspectivas en la evaluación, diagnóstico y tratamiento del TDAH»- Dr. Mateu Servera: El Sluggish Cognitive Tempo en el DSM-5
- "The Other Attention Disorder: Sluggish Cognitive Tempo (SCT or ADD) vs. ADHD» by Dr. Russell Barkley

- Datos: Q519681